# 中村宗悦
中村 宗悦（なかむら そうえつ）は、石川県出身の漆芸家であり、茶道具の制作において高い評価を受けている作家。antiquesjikoh.com+2kimono-6kakudo.com+2Yahoo!知恵袋+2

## 経歴と技術
1932年に石川県で生まれ、1946年から父親の指導のもと、漆塗りの伝統技法である「髹漆（きゅうしつ）」を学びました。この技法は、漆をへらや刷毛で素地に塗る高度な技術であり、彼はその技術を駆使して作品を制作しています。 e-kotto.com+3緑和堂+3kimono-6kakudo.com+3
1967年には、徳恩寺の中尾宗和老師から茶道の指導を受け、茶道具制作に本格的に取り組むようになりました。その後、全国漆器展で数々の賞を受賞し、1987年には茶名「宗恭」を拝受、1992年には茶道準教授となるなど、茶道の世界でも高い評価を得ています。 e-kotto.com+2kimono-6kakudo.com+2緑和堂+2
八光堂+2e-kotto.com+2kimono-6kakudo.com+2

### 作風と作品
中村宗悦氏の作品は、棗（なつめ）、香合、茶入れ、棚など多岐にわたり、特に季節感を巧みに表現した蒔絵が特徴です。草花や鳥、小動物などをモチーフにした繊細な装飾が施されており、多くの茶人から愛用されています。 kimono-6kakudo.com+4antiquesjikoh.com+4緑和堂+4
緑和堂
また、彼の作品は市場でも高い評価を受けており、メルカリなどのオンラインマーケットプレイスで取引されています。 メルカリ+1メルカリ+1
中村宗悦の作品は、伝統的な技法と独自の美意識が融合した逸品であり、茶道具としてだけでなく、美術品としても高い価値を持っています。